# Seznam članov Mestnega sveta Mestne občine Ljubljana (2006-2010)
Seznam članov Mestnega sveta Mestne občine Ljubljana v mandatu 2006-2010.

## Lista Zorana Jankovića
- Jadranka Dakić
- Aleš Čerin
- Janez Koželj
- Marta Bon
- Janko Möderndorfer
- Roman Jakič
- Marija Dunja Piškur Kosmač
- Bogomir Gorenšek
- Andrej Rus
- Eva Strmljan Kreslin
- Sašo Rink
- Milena Mileva Blažić
- Bojan Albreht
- Peter Jožef Božič
- Nives Cesar
- Peter Vilfan
- Marko Bokal
- Maša Kociper
- Gregor Tomc
- Mitja Meršol
- Mojca Kavtičnik
- Bruna Antauer
- Iztok Kordiš

## Slovenska demokratska stranka
- Dimitrij Kovačič
- Peter Sušnik
- Bojana Beović
- Gregor Gomišček
- Boštjan Cizelj
- Anja Bah Žibert
- Janez Moškrič
- Roman Kolar

## Liberalna demokracija Slovenije
- Jožef Kunič
- Slavko Ziherl
- Marjeta Vesel Valentinčič
- Slavko Slak
- Janez Kopač

## Socialni demokrati (Slovenija)
- Metka Tekavčič
- Danica Simšič
- Miloš Pavlica
- Gregor Istenič

## Nova Slovenija - Krščanska ljudska stranka
- Mojca Kucler Dolinar
- Franc Slak

## Zeleni Slovenije
- Miha Jazbinšek

## Demokratična stranka upokojencev Slovenije
- Aleš Kardelj

## Lista za čisto pitno vodo
- Mihael Jarc